# Mariko-juku

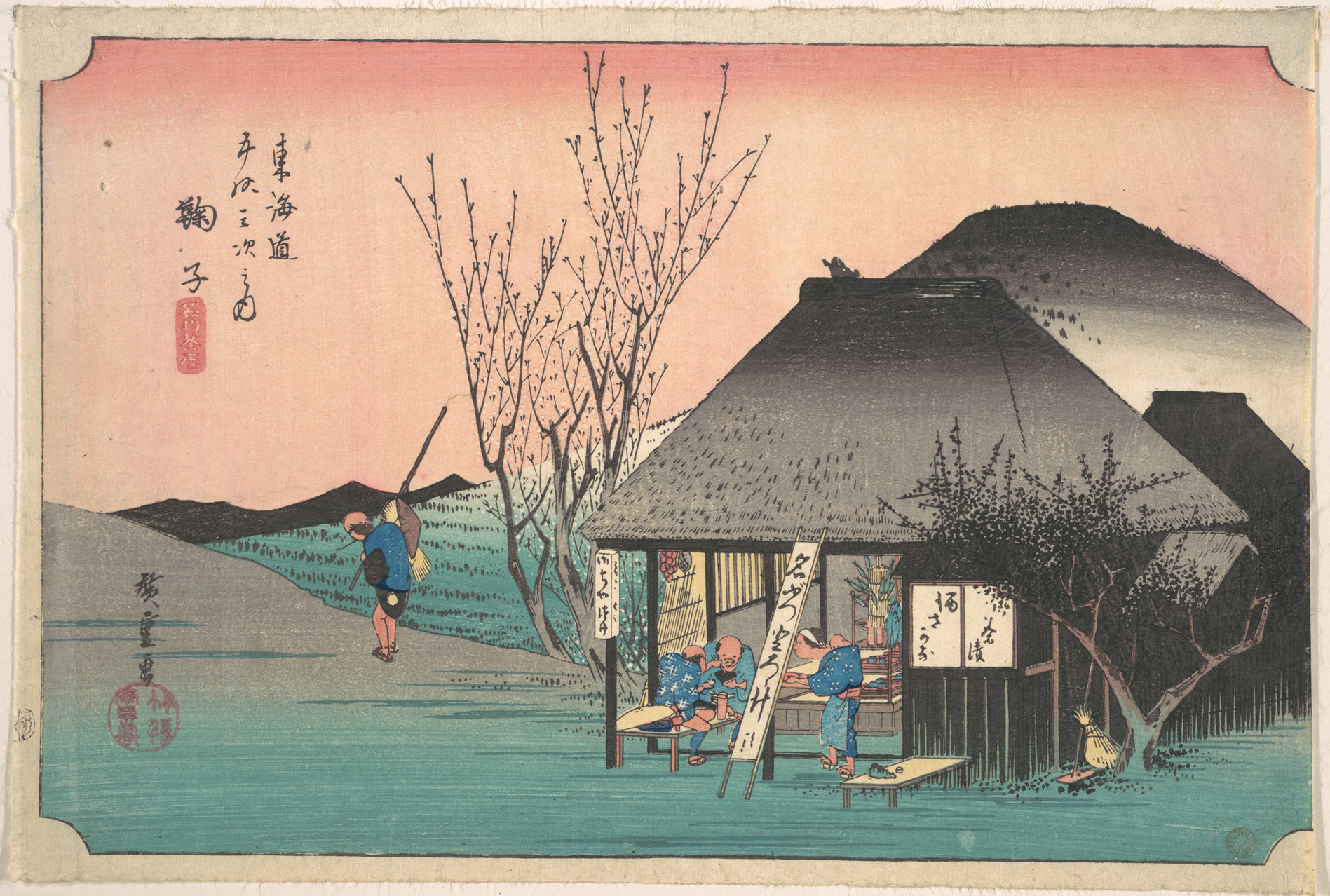
Un restaurant situé à Mariko-juku dans les années 1830, estampe de Hiroshige de la série des Cinquante-trois Stations du Tōkaidō.

Mariko-juku (鞠子宿, Mariko-juku) était la vingtième des cinquante-trois stations ou relais, de la route du Tōkaidō. Elle était située dans ce qui fait maintenant partie de Suruga-ku à Shizuoka, dans la préfecture de Shizuoka au Japon. On peut également l'écrire sous la forme 丸子宿 (Mariko-juku).

## Histoire
Mariko-juku était une des plus petites stations (shukuba) du Tōkaidō. On peut voir des rangées de vieilles maisons de la période Edo entre Mariko-juku et Okabe-juku, sa station voisine à Utsuinotani. Cette station relais était fortement liée aux clans Minamoto, Imagawa et Tokugawa.
L'estampe classique ukiyoe d'Ando Hiroshige (édition Hoeido) de 1831-1834) montre deux voyageurs dans une maison de thé au bord de la route, maison que vient juste de quitter un autre voyageur.

## Stations voisines
Tōkaidō
Fuchū-shuku – Mariko-juku – Okabe-juku